# 토니 배티

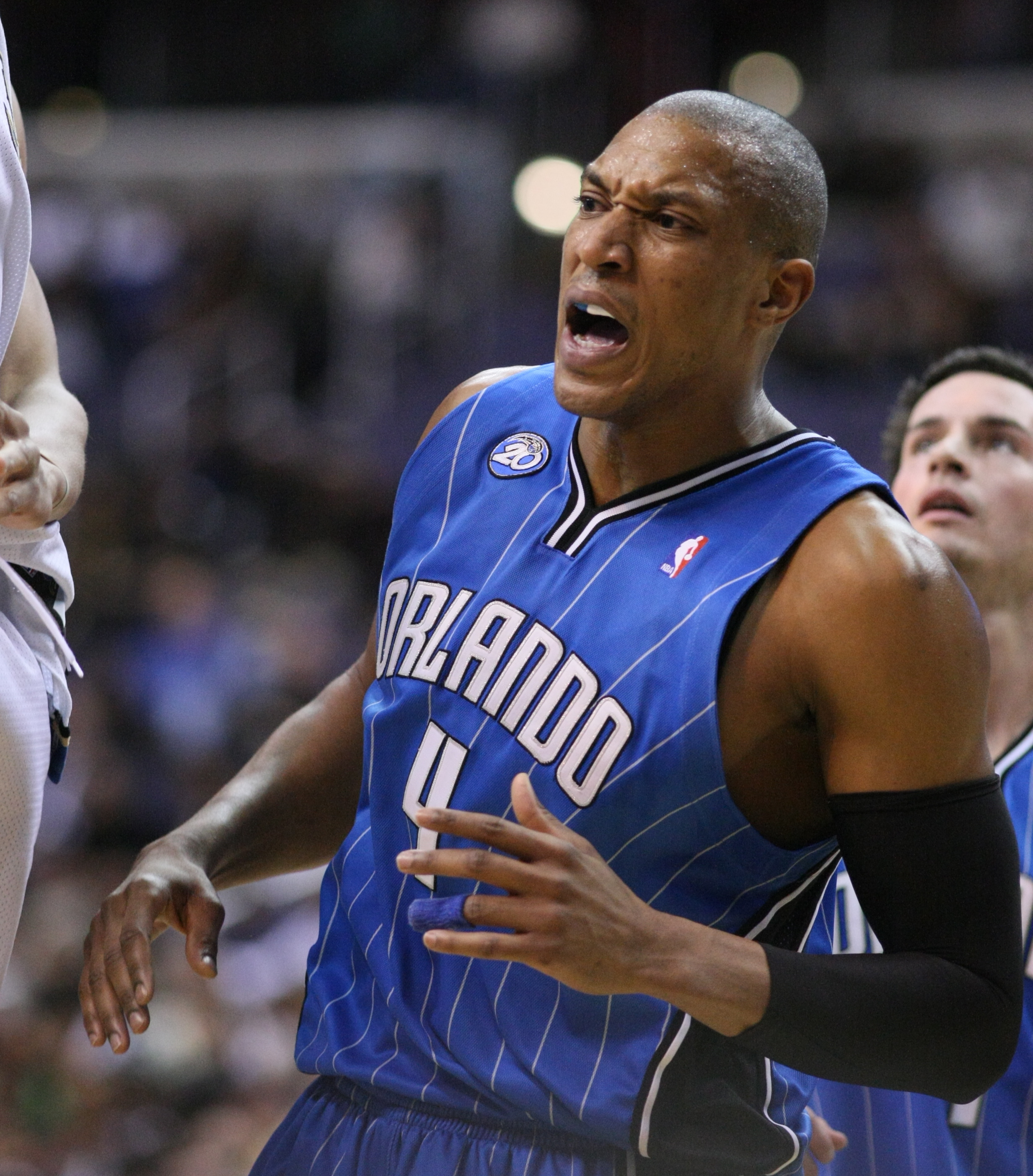
2008년 올랜도 매직에서의 모습

토니 배티(Tony Battie, 본명: 드미트리우스 안토니오 배티, Demetrius Antonio Battie, 1976년 2월 11일 ~ )는 미국의 전직 프로 농구 선수이다. NBA(전미 농구 협회)의 올랜도 매직(Orlando Magic) 분석가로 일하고 있다.

## 고등학교 및 대학 경력
배티는 댈러스에 있는 사우스오크클리프(South Oak Cliff) 고등학교에 다녔고 1993년 주 챔피언십에서 우승했다. 텍사스 테크 레드 레이더스(Texas Tech Red Raiders)에서 대학 농구를 했으며 그곳에서 162개의 블록으로 블록슛 부문에서 학교 역대 최고 리더로서의 경력을 마감했다. 통계적으로 그의 최고의 시즌은 3학년 때 경기당 18.8득점, 경기당 11.8리바운드, 경기당 2.5블록을 기록했다.